# Thorfinn Sigurdsson
Thorfinn II Sigurdsson Rike (1009-mort vers 1065), dit Thorfinn le puissant, fut un comte des Orcades de 1015 à 1065.

## Origine
Il est le fils de Sigurd Digri et d'une fille de Malcolm II d'Écosse, il a trois demi-frères aînés : Sumarlidi, Einar et Brusi. Il règne d'abord conjointement avec les deux derniers puis avec son neveu Rognvald, le fils de Brusi.

## Jeunesse
À la mort de son père lors de la Bataille de Clontarf en 1014 Thorfinn, âgé de 5 ou 6 ans, reçoit de son grand-père Malcolm II d'Écosse le Caithness et le Sutherland avec le titre de Jarl pendant que ses trois demi-frères aînés se partageaient les îles. Son gouvernement, installé à Duncansby, est assuré par des régents auxquels vient de joindre rapidement un certain Thorkel Amundason, noble des Orcades devenu l'ennemi d'Einar Sigurdsson.
Sumarlidi Sigurdsson meurt rapidement, et la disposition de son tiers des Orcades et des Shetland devient un sujet de litige. Thorfinn, qui a grandi, réclame comme sienne la part de  Sumarlidi. Alors que Brusi Sigurdsson est disposé à la lui accorder, Einar Sigurdsson, qui avait pour ambition de réunir toutes les iles sous son propre gouvernement, refuse.
Einar était un souverain impopulaire, et les paysans libres des îles s’opposaient à ses demandes fréquentes pour le service armé et à ses levées d’impôts et Thorkel Amundason conduisait l'opposition au Jarl Einar en ces domaines. Thorkel, craignant  la vengeance d’Einar, se réfugie chez Thorfinn au Caithness, et il devient son « Fostri » c'est-à-dire « Père Adoptif », nom sous lequel il est habituellement désigné dans la saga. La guerre commence entre Thorkel, Thorfinn et Einar pour régler les questions de partage par la force, mais Brusi réussit à conclure la paix entre eux en persuadant Einar de donner à Thorfinn ce qu'il demandait. Thorfinn charge alors Thorkel de recouvrer les impôts dans sa part des îles. Mais Einar n'avait pas oublié ses griefs antérieurs contre Thorkel ce qui contraint ce dernier à quitter les îles pour se réfugier au Caithness puis en Norvège avec l’accord de Thorfinn, afin de rencontrer le roi Olaf Haraldsson.
Ce dernier reçoit bien Thorkel car il avait lui aussi un grief contre Einar pour le meurtre de lun de ses Jarls Eyvind « Corne d’Aurochs » tué par ce dernier quelques années plus tôt en Irlande. Olaf II invite  Thorfinn en Norvège, et il est lui aussi bien accueilli à sa cour. Thorfinn et Thorkel retournent aux Orcades, pour combattre Einar. Brusi tente de nouveau de faire la paix entre eux, mais Thorkel fait assassiner Einar en 1020  selon les Annales islandaises.

## Les Jarls Thorfinn et Brusi
La mort de Einar Sigurdsson ne met pas fin au différend sur le troisième tiers des îles. Brusi estime désormais qu'il lui appartient du fait d’une convention passée avec Einar lorsque Thorfinn avait reçu un tiers des îles.
Thorfinn estime de son côté que  les îles doivent désormais être réparties en deux moitiés égales. Thorfinn pouvait compter sur l'aide de son grand-père, le roi Malcolm, alors que Brusi Sigurdsson n'avait que les forces qu'il pouvait tirer de sa part des îles, ce qui rendait tout conflit inégal. Brusi décide alors de se rendre en Norvège, à la cour du roi Olaf Haraldsson, pour lui demander d'arbitrer le conflit et Thorfinn l'y rejoint.
Olaf, décide alors dans un premier temps d’accorder un tiers des îles à chaque frère sous sa souveraineté et de conserver le tiers d’Einar pour lui-même. Thorfinn tente de mettre en avant sa vassalité envers le roi d'Écosse comme un moyen d'éviter de reconnaître Olaf II comme son suzerain dans les Orcades et les Shetland, mais Olaf menace de nommer un autre à la tête de la part de Thorfinn ; ce dernier donne son accord et repart le premier pour les Orcades.
Après que Thorfinn a quitté la Norvège, Olaf II concède à  Brusi le tiers contesté mais garde son fils Rognvald en Norvège comme otage. Ces événements sont datés de 1021.
L'accord conclu avec Olaf Haraldsson dure pendant tout son règne. Mais, en 1028, Olaf II est chassé de son trône par le roi danois  Knut le Grand.
Les îles sont alors attaquées par les Norvégiens et les Danois. Afin de mieux en assurer la défense, Brusi accepte de laisser la gestion de ses possessions à Thorfinn. Cette entente perdure jusqu'à la mort Brusi, entre 1030 et 1035. Après cela, Thorfinn reste le seul maître du comté. Il est désormais vassal du roi d’Écosse comme comte de Caithness et du roi de Norvège comme Jarl des Orcades.

## Karl Hundason
Une grande partie du récit le concernant dans l'Orkneyinga Saga détaille ses guerres face à un « roi d'Écosse » du nom de « Karl Hundason » dont l'identification reste conjecturale.
La Saga des Orcadiens indique que le  différend entre Thorfinn et Karl Hundason a commencé lorsque  Karl Hundason est devenu « roi d'Écosse » et a revendiqué le Caithness. Dans la guerre qui a suivi, Thorfinn défait Karl dans une bataille à l’est de Dyrnes (i.e Deerness) à l'extrémité est de l'île principale des Orcades.
Ensuite, Karl nomme un certain Mutatan ou  Muddan son neveu, à la tête du Caithness avec le titre de Jarl. Mais Muddan est tué à Thurso par Thorkell le « Père adoptif ». Enfin, une grande bataille près de Torfnes (i.e Tarbat Ness) sur le côté sud du Dornoch Firth s’est terminée par une défaite de Karl qui prend la fuite ou bien est même tué.
Selon la saga, Thorfinn marche ensuite jusqu’au cœur de l'Écosse et va au sud en Fife, brûlant et pillant sur son passage. Cette expédition est à l’origine des revendications de la saga qui avance que Thorfinn contrôlait neuf comtés écossais.
L'identité de Karl Hundason, inconnue des sources écossaises et irlandaises, a longtemps été un sujet de discussion, et le problème n’est toujours pas résolu. L'hypothèse la plus commune est que Karl Hundason (Hundason = fils de chien) est un surnom insultant donné à Mac Bethad Mormaer de Moray par ses ennemis.
L’hypothèse de William Forbes Skene qui suggérait qu’il s’agit de Donnchad mac Crínáin a été relancée ces dernières années ; comme celle, plus récente, identifiant Karl avec Crínán de Dunkeld, plus cohérente avec la chronologie de la Saga qui précise que ces événements sont antérieurs à la mort de Brusi Sigurdsson qui disparaît vers 1035.
Enfin, l'idée que toute cette affaire est une invention poétique a été envisagée. Notons qu’avec ce combat contre Karl Hundison  la saga a peut-être tout simplement conservé le souvenir d’un conflit local avec un simple mormaer Écossais de Moray ou de Sutherland.

## Les Jarls Thorfinn et Rognvald
Thorfinn règne seul dans les Orcades jusqu'au retour vers 1037 de son neveu Rognvald Brusason. Rognvald qui s’était battu aux côtés d’Olaf II de Norvège lors de la fatale Bataille de Stiklestad était devenu un favori de son fils Magnus le Bon, qui lui avait accordé titre de Jarl, la part de Brusi dans les îles et le tiers qu’Olaf Haraldsson avait réclamé après la mort de Einar.
Thorfinn accepte cette division en échange d’un appui militaire. En effet, le roi viking de Dublin Sigtryggr Silkiskegg avait abdiqué en 1036, et la royauté était revenue à Margad Ragnaldson, contesté et chassé en 1038 par Ivarr III Haraldsson. Cette instabilité à Dublin incite Thorfinn et Rognvald à établir leur domination sur une partie des territoires autour de la mer d'Irlande.
C’est ensemble que les deux Jarl guerroient pendant huit ans en Irlande aux Hébrides. Ils remportent une importante victoire à Vattenfjord, peut-être Loch Vatten sur la côte ouest de l'île de Skye. Il semble que Thorfinn ait même pris le contrôle de l’Ile de Man après la mort de Harald le Noir en 1040 pour se permettre une expédition mémorable mais sans suite contre l’Angleterre deux ans après.
L’entente entre Thorfinn et son neveu devait finir tragiquement. L’arrivée aux Orcades avec ses hommes de Kálfr Árnason, oncle de l’épouse de Thorfinn, qui avait un différend avec le roi Magnus, pesait lourdement sur les finances du Jarl ce qui l’incite à réclamer à Rognvald le tiers contesté des îles car il préférait désormais recevoir des impôts plutôt que de l’aide militaire.
Rognvald  refuse la remise en cause de leur accord et obtient l’appui du roi Magnus Ier de Norvège et les deux Jarls s’affrontent jusqu’à la défaite puis la mort de Rognvald tué sur l’île de Papa Stronsay en décembre 1046. Magnus Olafsson refuse l’offre de paix formulée peu après par Thorfinn car il  avait juré de venger la mort de son ami Rognvald et de ses hommes. Toutefois, il était en guerre avec le roi  Sven II de Danemark, et il meurt lui-même en 1047 avant d’avoir mis en œuvre son projet de guerre.

## Pèlerinage et fin de règne
L'oncle et successeur de Magnus Olafsson, Harald Sigurdsson, avait comme concubine Thora Thorbergdotter, une nièce de Kalfr Arnasson qui se montre amicale envers Thorfinn. Il fait la paix avec lui après avoir reçu ses présents.
Vers 1049-1050 Thorfinn fait une visite au roi de Norvège et de là, part en pèlerinage à Rome. Contrairement à ses parents, Thorfinn avait été élevé en chrétien. La Orkneyinga saga ne lui connaît qu’une épouse Ingibiorg Finnsdottir par opposition aux mariages multiples et aux concubinages qui semblent avoir été la règle avant lui, et deux fils, dont l’aîné porte pour la première fois dans la lignée des jarls orcadiens le nom très chrétien de Påll (Paul).
Il est reçu en véritable souverain scandinave par Sven Esdrissen au Danemark, par l’empereur Saxon Henri III et par le Pape Léon IX. Bien que la saga ne le précise pas, il a sans doute également rencontré l'archevêque Adalbert de Hambourg-Brême. En effet, il semble que c’est à cette époque que le premier évêque des Orcades nommé « Thurolfus » ait été consacré et qu’il influença ce choix du fait du nom scandinave de cet évêque « Þorolfr ». De retour aux Orcades, il abandonne les expéditions guerrières pour se consacrer à gouverner pacifiquement ses domaines.
La Orkneyinga Saga date la mort Thorfinn avec peu de précision en la plaçant « vers la fin » du règne de Harald Sigurdsson. Thorfinn revint de Rome après 1050 et  Harald III de Norvège est tué lors de la bataille de Stamford Bridge en 1066, laissant une période de plus d’une décennie pendant laquelle la mort de Thorfinn peut être envisagée.
Les historiens proposent la date assez tardive de 1064/1065 pour ce décès dans la mesure où sa veuve Ingibiorg a épousé en secondes noces le roi Malcolm III d'Écosse et lui a donné au moins deux enfants avant qu’elle ne meure ou qu'il ne la répudie pour épouser vers 1070 une princesse anglo-saxonne, la future Sainte Marguerite d’Écosse.
Malcolm mac Donnchada a sans doute contracté cette union après avoir passé auprès de Thorfinn dans les Orcades ou au Caithness une partie du règne de Mac Bethad en Écosse. En effet, Thorfinn et Malcolm étaient tous deux descendants de Malcolm mac Cináeda, l’un fils de l'une de ses filles l’autre petit-fils de son autre fille. Ils avaient donc tous deux de  bonnes raisons d'être hostiles à Mac Bethad de la lignée des Mormaer de Moray.

## Le Jarl Thorfinn dans les Sagas
La Saga des Orcadiens décrit Thorfinn comme grand chef « il était exceptionnellement grand et fort, il était laid il avait les cheveux noirs des traits anguleux un grand nez et des sourcils touffus ». L' Heimskringla confirme « qu'il était un homme grand fort et laid et dès qu'il prit de l'âge il devint évident que c'était un homme cupide, dur, cruel et sagace ».
L'Heimskringla de l'historien islandais Snorri Sturluson, et l'auteur anonyme de la saga des Orcadiens, présentent enfin Thorfinn comme le plus puissant de tous les Jarls des Orcades. Il a gardé ce titre durant 50 ans et gouverné les Orcades, les Shetland, plusieurs comtés en Écosse, dans les Hébrides et en Irlande.

## Union et postérité
Il épouse Ingibiorg Finnsdottir, fille de Finn Arnesson, Jarl d'Halland dont :
- Paul Ier
- Erlend II